# フォリー・ベルジェール

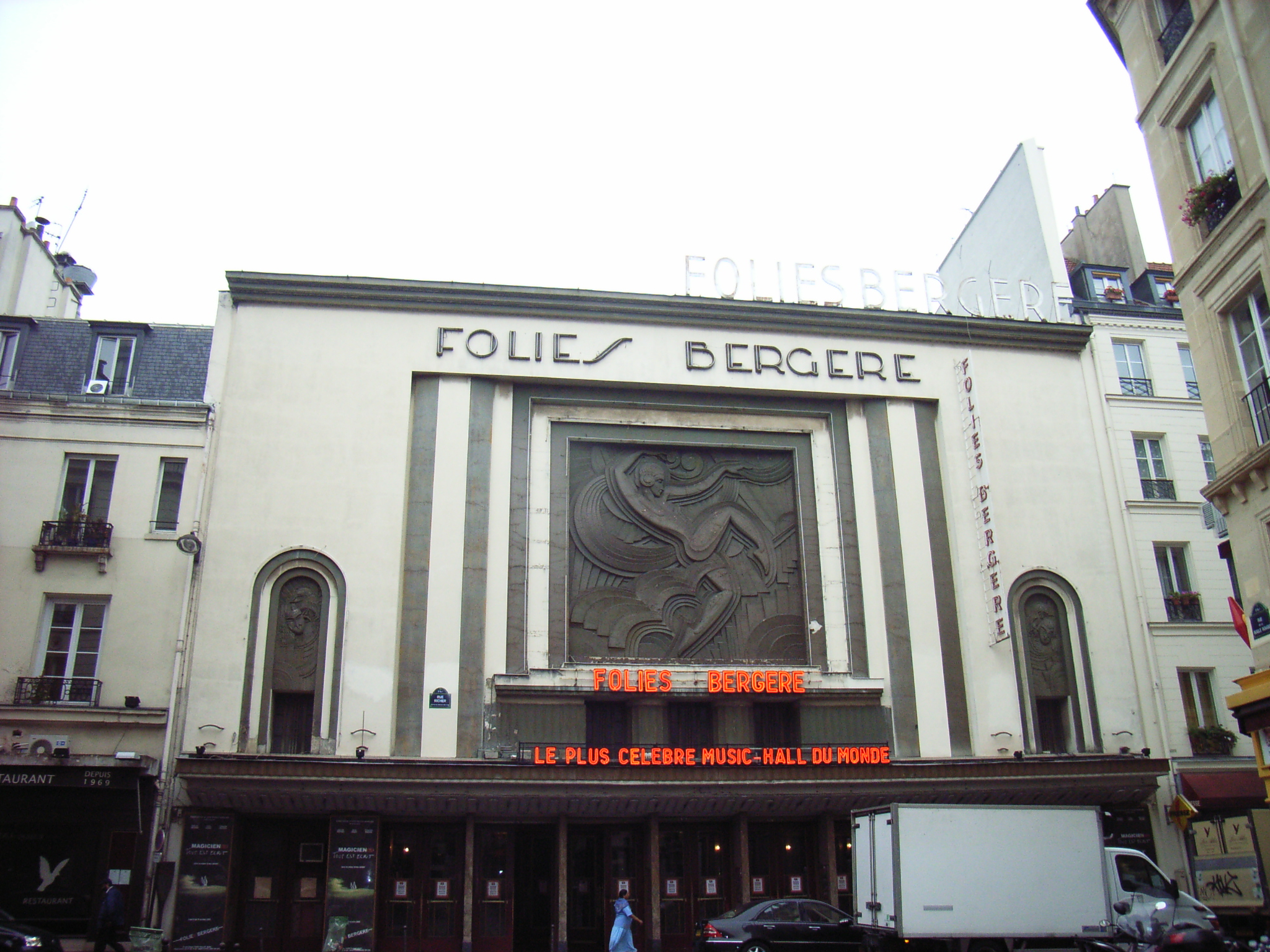
フォリー・ベルジェール、2005年

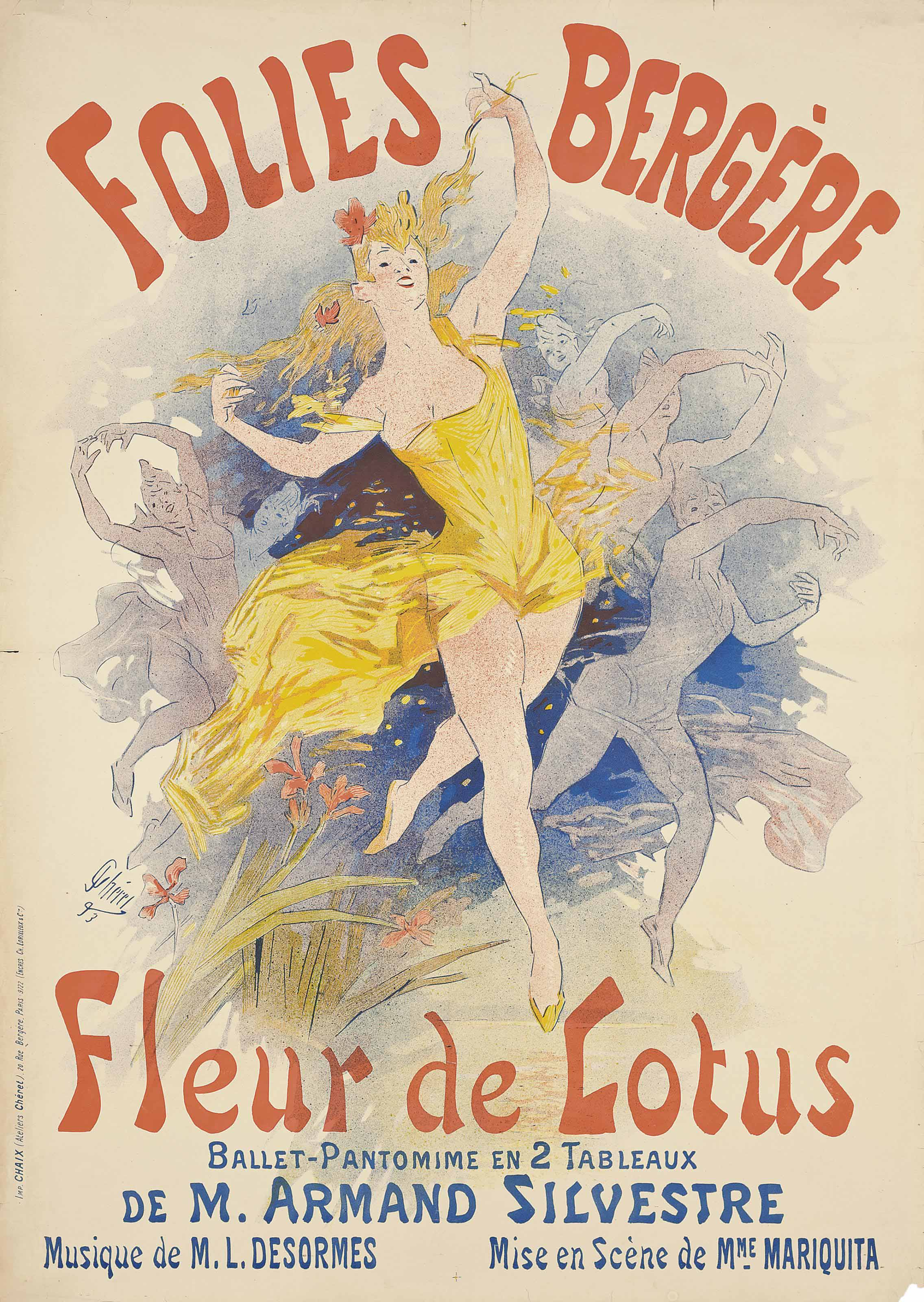
1893年に描かれたポスター

フォリー・ベルジェール （Folies Bergère）は、フランス、パリのミュージック・ホール。著名なパフォーマーを多く輩出し、マネやロートレックの画題になるなど、パリのナイトシーンを代表する伝説的なホールである。

## 概要
ベル・エポックの1890年代から1920年代まで絶大な人気を得ていた。2013年現在も営業中である。
パリ9区リシェ通り32番地（32 Rue Richer, 9ème Arrondissement）に、プリュムレ（Plumeret）の設計で歌劇場として建てられた。1869年5月2日、トレヴィズ通りとリシェ通りの角にあったことにちなみ、『フォリー・トレヴィズ (Folies Trévise)』の名で開業し、レヴュー、オペレッタ、オペラ・コミック、流行のシャンソン、体操のショーを見せた。しかし貴族のトレヴィズ公が自分と同じ名前であることを嫌がったため、近くにあるベルジェール通りにちなみ1872年9月『フォリー・ベルジェール』に改称。
開店当初は、無名の歌手によるオペレッタやパントマイムといった出し物が主だったが、1870年代にアクロバットやヘビ使い、カンガルーのボクシングや世界一の大男などといった見世物的なヴォードヴィルショーが始まると、大いに賑わい、娼婦なども行き交う大人の社交場として人気を集めた。
1882年、エドゥアール・マネの『フォリー・ベルジェールのバー』が描かれた。
1886年に経営者が変わり、薄着の若いコーラスガールたちによるレヴュースタイルの音楽ショー"Place aux Jeunes"が始まると大ヒットとなり、ダンサーたちの衣装は次第に過激になっていった。大当たりをとった"Place aux Jeunes"が13文字であったことから、幸運を招くとして、以降のショータイトルは13文字でつけられた。
フォリー・ベルジェールは流行に敏感で、それは出演者たちの衣装に現れていた。彼女たちはしばしば裸に等しい、露出度の高い衣装で舞台に上がった。また、当時の流行であった他文化への興味、エキゾチックな異国趣味に貢献した。このような異国趣味と人種差別に抵抗して1930年代半ば以降ネグリチュード運動が現れる。
アメリカ合衆国の『ジーグフェルド・フォリーズ 』は、フォリー・ベルジェールに触発されたものである。
ちなみにルーアン市の中州のラクロワ島にも同名の劇場があった。

## 著名な出演者
- ロイ・フラー　-　1892年に招かれたアメリカ人ダンサー。長いドレスの裾を翻して踊るのを得意とした。
- モーリス・シュヴァリエ　-　1909年初登場
- ミスタンゲット　-　1911年初登場
- ジャン・ギャバン　-　1922年初登場
- ジョセフィン・ベーカー
- チャーリー・チャップリン
- W・C・フィールズ
- ラ・ベル・オテロ
- リアーヌ・ド・プジー
- イヴェット・ギルベール

## ギャラリー

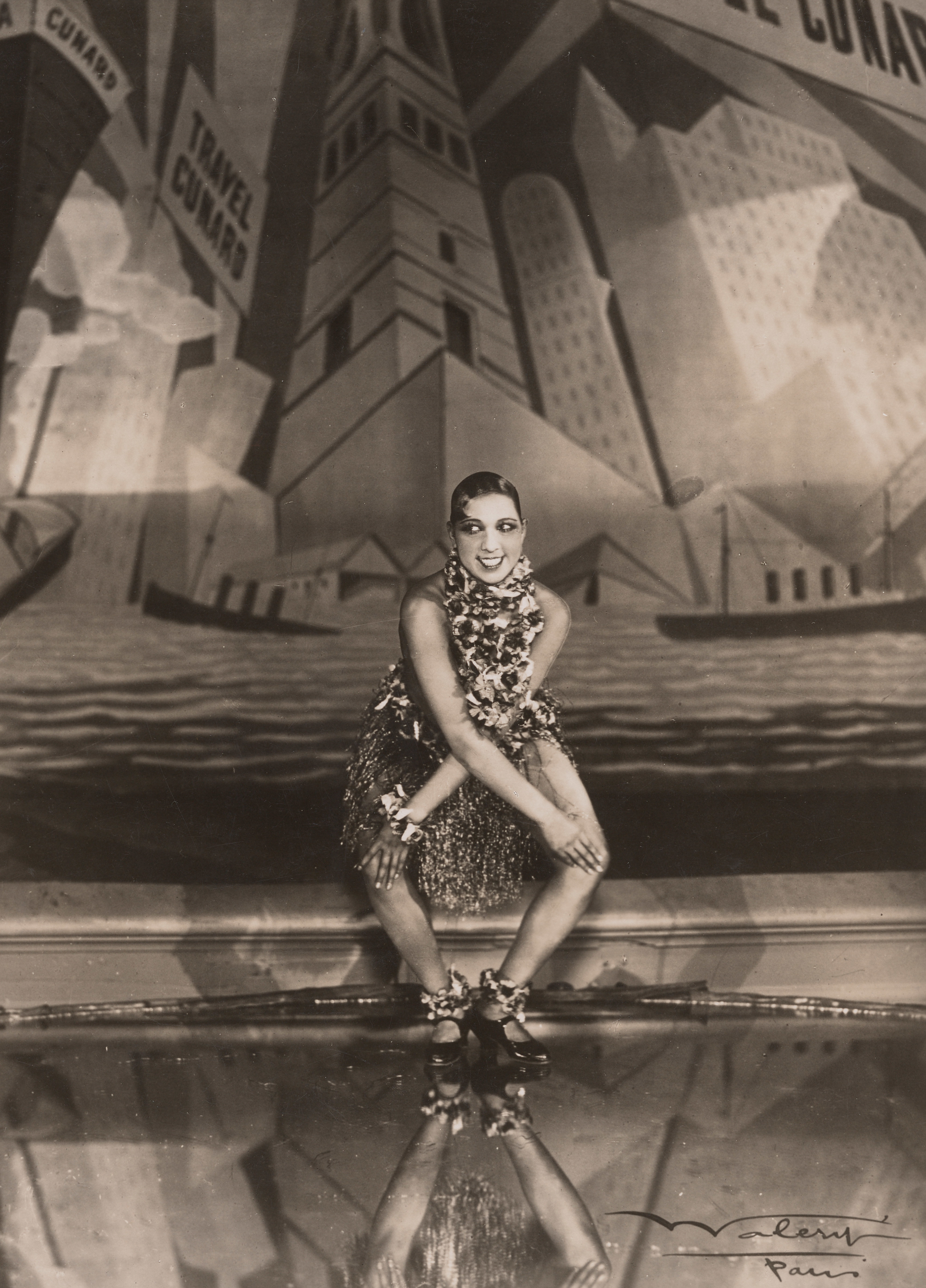
チャールストンを踊るジョゼフィン・ベーカー
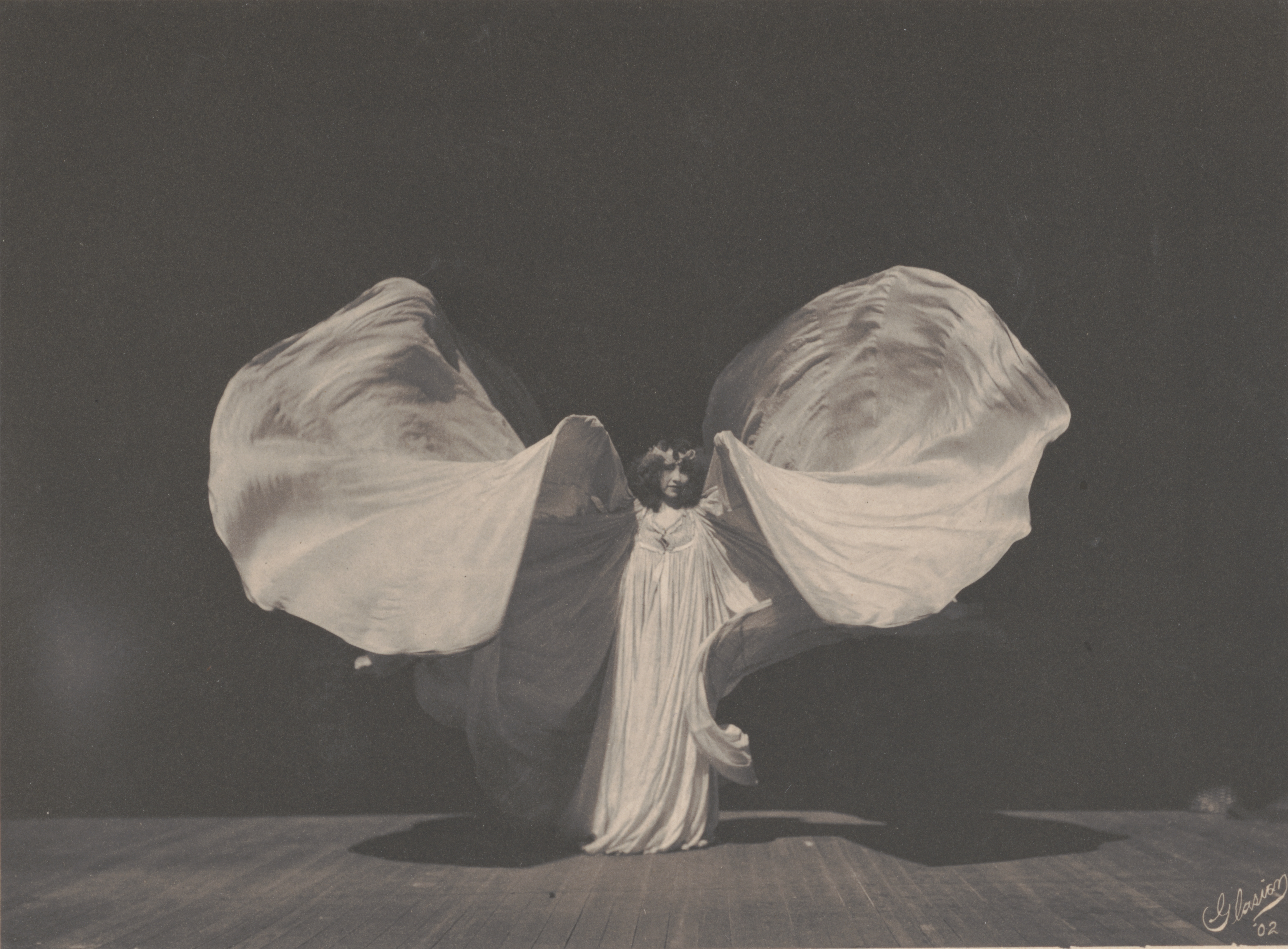
ロイ・フラー
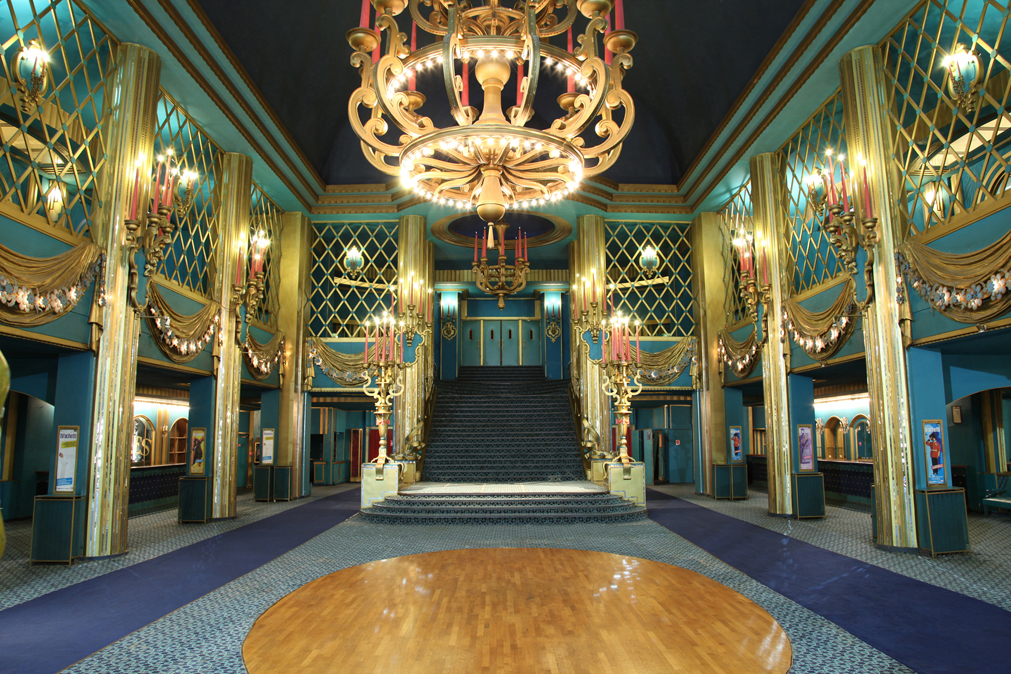
ロビー
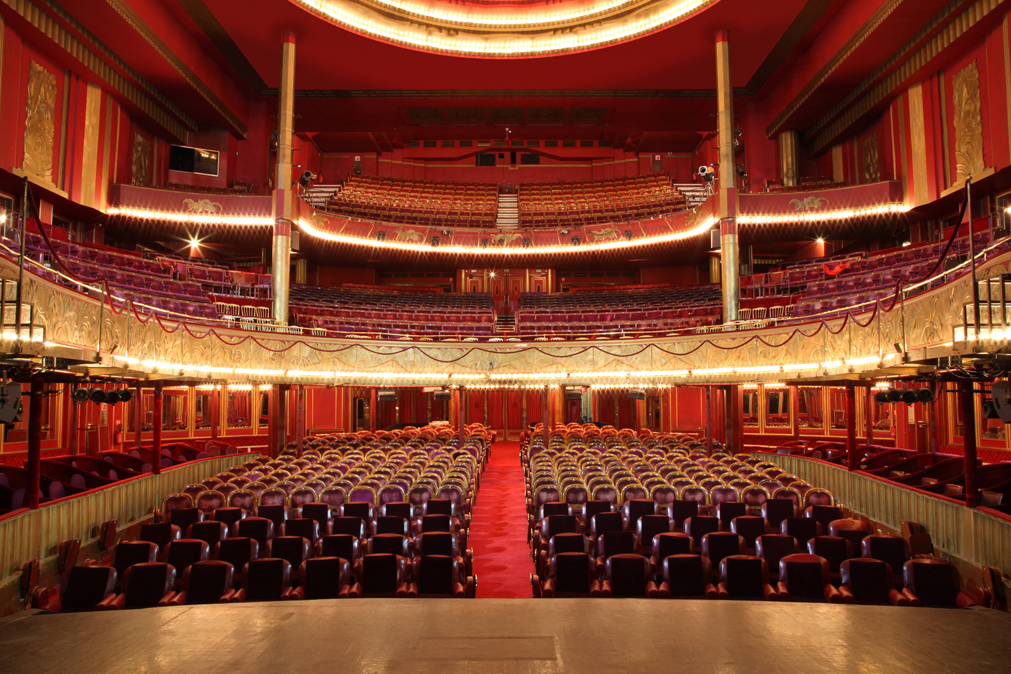
劇場内部
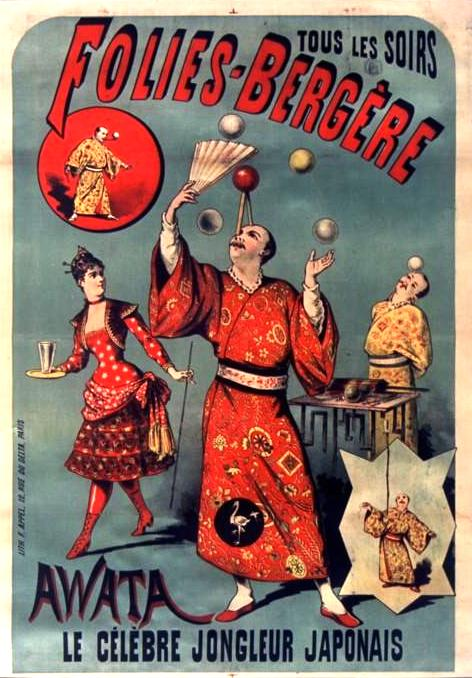
日本の大道芸一座の公演を伝えるフォリー・ベルジェールのポスター。1895年